# Lockheed Martin X-44 MANTA
Le Lockheed Martin X-44 MANTA est un projet d'avion militaire développé par Lockheed Martin pour étude par la National Aeronautics and Space Administration (NASA) et l'United States Air Force dans les années 2000,.
La désignation « MANTA » provient de l'acronyme de Multi-Axis No-Tail Aircraft. En effet, son but est de tester la faisabilité d'un aéronef sans empennage (horizontal ou vertical). Le contrôle repose donc uniquement sur la poussée vectorielle.
L'avion dérive du Lockheed Martin F-22 Raptor et comporte une aile delta allongée.
Ce projet d'Avions-X est abandonné en 2000 sans qu'un prototype ne soit construit.